# Tournée de l'équipe de France de rugby à XIII en 1991
La tournée de l'équipe de France de rugby à XIII en 1991 est la septième tournée d'une équipe de rugby à XIII représentant la France en hémisphère sud, la dernière étant en 1990. Elle se déroule en Nouvelle-Zélande et Papouasie-Nouvelle-Guinée.

## Résultats des test-matchs
Le tableau suivant récapitule les résultats de l'équipe de France contre les équipes nationales. 
| No | Date           | Lieu                                             | Match                              | Score   | Compétition |
| -- | -------------- | ------------------------------------------------ | ---------------------------------- | ------- | ----------- |
| 2  | 13 juin 1991   | Carlaw Park - Nouvelle-Zélande                   | Nouvelle-Zélande – France          | 60 – 6  | test match  |
| 3  | 23 juin 1994   | Orangetheory Stadium - Nouvelle-Zélande          | Nouvelle-Zélande – France          | 32 – 10 | test match  |
| 1  | 7 juillet 1991 | PNG Football Stadium - Papouasie-Nouvelle-Guinée | Papouasie-Nouvelle-Guinée – France | 18 – 20 | test match  |

## Groupe de la tournée
| Joueur             | Date de naissance | Club               |
| Christophe Auroy   |                   |                    |
| Thierry Bernabé    | 2 mai 1960        |                    |
| Denis Biénès       | 14 février 1962   |                    |
| Gérard Boyals      |                   | Saint-Gaudens      |
| Thierry Buttignol  |                   |                    |
| Didier Cabestany   | 13 mai 1969       |                    |
| Patrice Campana    | 30 octobre 1962   | Villeneuve-sur-Lot |
| Pierre Chamorin    | 22 juillet 1970   |                    |
| Lindsay Delpech    |                   |                    |
| David Despin       | 5 août 1971       | Villeneuve-sur-Lot |
| Gilles Dumas       | 14 décembre 1962  | Saint-Gaudens      |
| Patrick Entat      | 19 septembre 1964 |                    |
| Pascal Fages       | 8 juillet 1970    |                    |
| Jean-Marc Garcia   | 22 avril 1971     |                    |
| Roger Palisses     | 19 janvier 1961   |                    |
| Bernard Planté     |                   | Villeneuve-sur-Lot |
| Cyrille Pons       | 28 novembre 1963  | Saint-Gaudens      |
| Franck Romano      |                   |                    |
| Yves Storer        |                   | Saint-Gaudens      |
| Marc Tisseyre      |                   |                    |
| Patrick Torreilles |                   |                    |
| Thierry Valero     | 10 juin 1966      | Lézignan           |
| Daniel Verdès      |                   | Villeneuve-sur-Lot |
| Robert Viscay      |                   | Saint-Gaudens      |